# Maraviroc
Maraviroc (nombre de la marca: Selzentry, o Celsentri, fuera de EE. UU. ) es un medicamento usado contra la infección del VIH.

## Mecanismo de acción
Maraviroc es un inhibidor de entrada. Concretamente, maraviroc bloquea el gp120 (lazo V3), el cual normalmente se asocia con la quimiocina receptora CCR5. El VIH es entonces incapaz de unirse a los macrófagos humanos. Dado que el VIH puede utilizar otro co-receptor, el CXCR4, una prueba de tropismo de VIH, como el análisis "Trofile", debe de ser realizada para determinar si el medicamento será efectivo.

## Desarrollo y aprobación
Maraviroc, originalmente denominado como UK-427857, fue desarrollado por la compañía Pfizer en unos laboratorios del Reino Unido localizados en Sandwich (Kent). El 24 de abril de 2007, la NDA, grupo asesor de la FDA (Administración de Alimentos y Medicamentos), evaluó Maviroc y por unanimidad dieron el visto bueno del nuevo medicamento. El 6 de agosto de 2007, el fármaco recibió total aprobación por parte de la FDA para el uso con pacientes tratados previamente.
El 24 de septiembre de 2007, Pfizer anunció que la Comisión Europea había aprobado Maraviroc. Expertos en el sector pronosticaron una recaudación de $500 millones para el 2011.

## Eficacia
Dos ensayos clínicos aleatorios y controlados con placebo, conocidos como "MOTIVATE 1 & 2", compararon 209 pacientes recibiendo terapia optimizada más un placebo; con 426 pacientes que recibieron terapia optimizada, más 150 mg de maraviroc una vez al día; y 414 pacientes que recibieron terapia optimizada, más 150 mg de maraviroc dos veces al día. A las 48 semanas, el 55% de los participantes que recibieron maraviroc una vez al día y el 60% de los participantes que recibieron el medicamento dos veces al día, alcanzaron una carga viral inferior a 400 copias/mL, en comparación con el 26% de los que tomaron placebo. Alrededor del 44% de los que lo tomaron una vez al día y el 45% del grupo que lo tomaron dos veces al día, tenían una carga viral inferior a 50 copias/mL, en comparación con, aproximadamente, el 23% de los que recibieron placebo. Además, los que recibieron el inhibidor de entrada tuvieron un incremento, en término medio, de las células CD4, de 110 células/µL en el grupo de una vez al día, 106 células/µL en el grupo de dos veces al día, y 56 células/µL en el grupo placebo.

## Seguridad
Los ensayos MOTIVATE no mostraron diferencias clínicamente relevantes en materia de seguridad entre los grupos de maraviroc y el placebo. Sin embargo, los investigadores cuestionan la seguridad a largo plazo del bloqueo del CCR5, un receptor, cuya función en el individuo sano no está completamente entendida.